# Spanyolország a 2006. évi téli olimpiai játékokon
Spanyolország az olaszországi Torinóban megrendezett 2006. évi téli olimpiai játékok egyik részt vevő nemzete volt. Az országot az olimpián 5 sportágban 16 sportoló képviselte, akik érmet nem szereztek.

## Alpesisí
Női
| Versenyző         | Versenyszám            | 1. futam | 1. futam | 2. futam | 2. futam | Összesítés    | Összesítés    |
| Versenyző         | Versenyszám            | Idő      | Hely.    | Idő      | Hely.    | Idő           | Helyezés      |
| ----------------- | ---------------------- | -------- | -------- | -------- | -------- | ------------- | ------------- |
| Andrea Casasnovas | Lesiklás               |          |          |          |          | 2:06,73       | 38.           |
| Leire Morlans     | Lesiklás               |          |          |          |          | nem ért célba | nem ért célba |
| Leire Morlans     | Szuperóriás-műlesiklás |          |          |          |          | 1:38,53       | 49.           |
| María José Rienda | Óriás-műlesiklás       | 1:02,28  | 17.      | 1:09,85  | 12.      | 2:12,13       | 13.           |
| María José Rienda | Szuperóriás-műlesiklás |          |          |          |          | 1:36,03       | 37.           |
| Carolina Ruíz     | Lesiklás               |          |          |          |          | 2:01,09       | 30.           |
| Carolina Ruíz     | Óriás-műlesiklás       | 1:03,18  | 24.      | 1:10,36  | 18.      | 2:13,54       | 20.           |
| Carolina Ruíz     | Szuperóriás-műlesiklás |          |          |          |          | 1:35,20       | 30.           |

| Versenyző         | Versenyszám | Műlesiklás | Műlesiklás | Műlesiklás | Műlesiklás | Műlesiklás | Műlesiklás | Lesiklás | Lesiklás | Összesítés | Összesítés |
| Versenyző         | Versenyszám | 1. futam   | 1. futam   | 2. futam   | 2. futam   | Össz.      | Össz.      | Lesiklás | Lesiklás | Összesítés | Összesítés |
| Versenyző         | Versenyszám | Idő        | Hely.      | Idő        | Hely.      | Idő        | Hely.      | Idő      | Hely.    | Idő        | Helyezés   |
| ----------------- | ----------- | ---------- | ---------- | ---------- | ---------- | ---------- | ---------- | -------- | -------- | ---------- | ---------- |
| Andrea Casasnovas | Összetett   | nem indult | nem indult | kiesett    | kiesett    | kiesett    | kiesett    | kiesett  | kiesett  | kiesett    | kiesett    |
| Carolina Ruíz     | Összetett   | 41,74      | 32.        | 46,47      | 27.        | 1:28,21    | 27.        | 1:32,72  | 24.      | 3:00,93    | 25.        |

## Biatlon
Férfi
| Versenyző             | Versenyszám  | Lövőhiba    | Időeredmény | Helyezés |
| --------------------- | ------------ | ----------- | ----------- | -------- |
| Luis Alberto Hernando | 10 km sprint | 4 (1+3)     | 32:26,0     | 82.      |
| Luis Alberto Hernando | 20 km egyéni | 7 (2+2+0+3) | 1:06:54,4   | 80.      |

## Síakrobatika
Mogul
| Versenyző     | Versenyszám | Selejtező | Selejtező | Döntő   | Döntő    |
| Versenyző     | Versenyszám | Pont      | Helyezés  | Pont    | Helyezés |
| ------------- | ----------- | --------- | --------- | ------- | -------- |
| Nuria Montané | Női         | 11,76     | 29.       | kiesett | kiesett  |

## Sífutás
Férfi
| Versenyző            | Versenyszám | Eredmény  | Helyezés |
| -------------------- | ----------- | --------- | -------- |
| Juan Jesús Gutiérrez | 50 km       | 2:06:43,3 | 22.      |
| Diego Ruiz           | 15 km       | 41:37,9   | 46.      |
| Diego Ruiz           | 30 km       | 1:24:05,5 | 54.      |
| Diego Ruiz           | 50 km       | 2:06:51,6 | 23.      |
| Vicenç Vilarrubla    | 15 km       | 43:47,2   | 65.      |
| Vicenç Vilarrubla    | 30 km       | 1:19:39,8 | 31.      |
| Vicenç Vilarrubla    | 50 km       | 2:09:03,1 | 42.      |

Női
| Versenyző            | Versenyszám | Eredmény | Helyezés |
| -------------------- | ----------- | -------- | -------- |
| Laia Aubert Torrents | 10 km       | 33:29,4  | 64.      |
| Laia Aubert Torrents | 15 km       | 50:41,3  | 61.      |
| Laura Orgué          | 10 km       | 33:18,6  | 63.      |
| Laura Orgué          | 15 km       | 51:16,5  | 63.      |

## Snowboard
Halfpipe
| Versenyző         | Versenyszám | 1. selejtező | 1. selejtező | 2. selejtező | 2. selejtező | Döntő      | Döntő      | Döntő   | Helyezés |
| Versenyző         | Versenyszám | Pont         | Hely.        | Pont         | Hely.        | 1. forduló | 2. forduló | Hely.   | Helyezés |
| ----------------- | ----------- | ------------ | ------------ | ------------ | ------------ | ---------- | ---------- | ------- | -------- |
| Íker Fernández    | Férfi       | 27,0         | 22.          | 27,0         | 22.          | kiesett    | kiesett    | kiesett | 28.      |
| Queralt Castellet | Női         | 20,5         | 19.          | 18,3         | 20.          | kiesett    | kiesett    | kiesett | 26.      |
| Clara Villoslada  | Női         | 10,3         | 29.          | 11,4         | 24.          | kiesett    | kiesett    | kiesett | 30.      |

Snowboard cross
| Versenyző     | Versenyszám | Selejtező | Selejtező | Nyolcaddöntő | Negyeddöntő | Elődöntő | Döntő    | Helyezés |
| Versenyző     | Versenyszám | Idő       | Hely.     | Helyezés     | Helyezés    | Helyezés | Helyezés | Helyezés |
| ------------- | ----------- | --------- | --------- | ------------ | ----------- | -------- | -------- | -------- |
| Jordi Font    | Férfi       | 1:21,18   | 8.        | 2.           | 2.          | 2.       | 4.       | 4.       |
| Ibón Idigoras | Férfi       | 1:23,56   | 34.       | kiesett      | kiesett     | kiesett  | kiesett  | 34.      |